# تويوهاشي (آيتشي)
تويوهاشي مدينة تقع ضمن محافظة آيتشي في اليابان، تأسست في 8/1/1906، بلغ عدد تعداد سكانها في 1 يناير – 2008 حوالي 377045 مساحتها الإجمالية حوالي 261.35 كم٢ لتصبح كثافة سكانها 1443 نسمة لكل كيلو متر مربع.

## توأمة
لتويوهاشي (آيتشي) اتفاقيات توأمة مع كل من:
- فولفسبورغ (2011 - )
- توليدو
- نانتونغ

## معرض صور

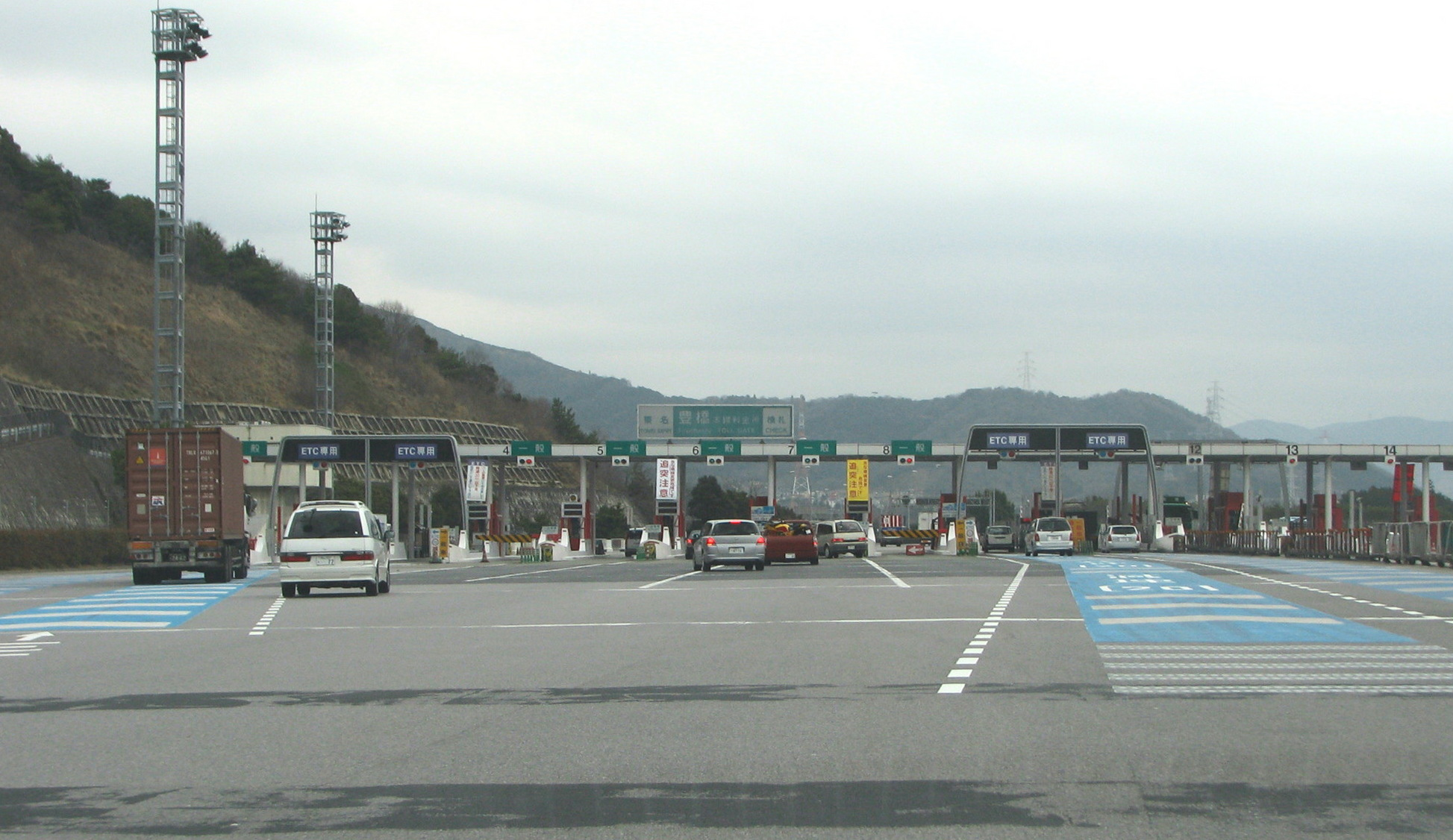
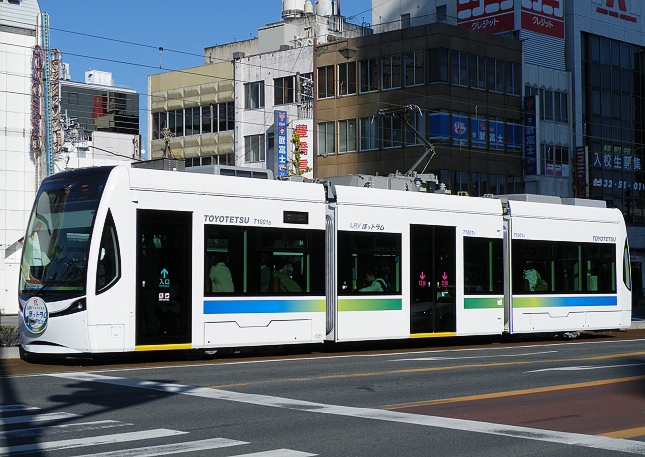
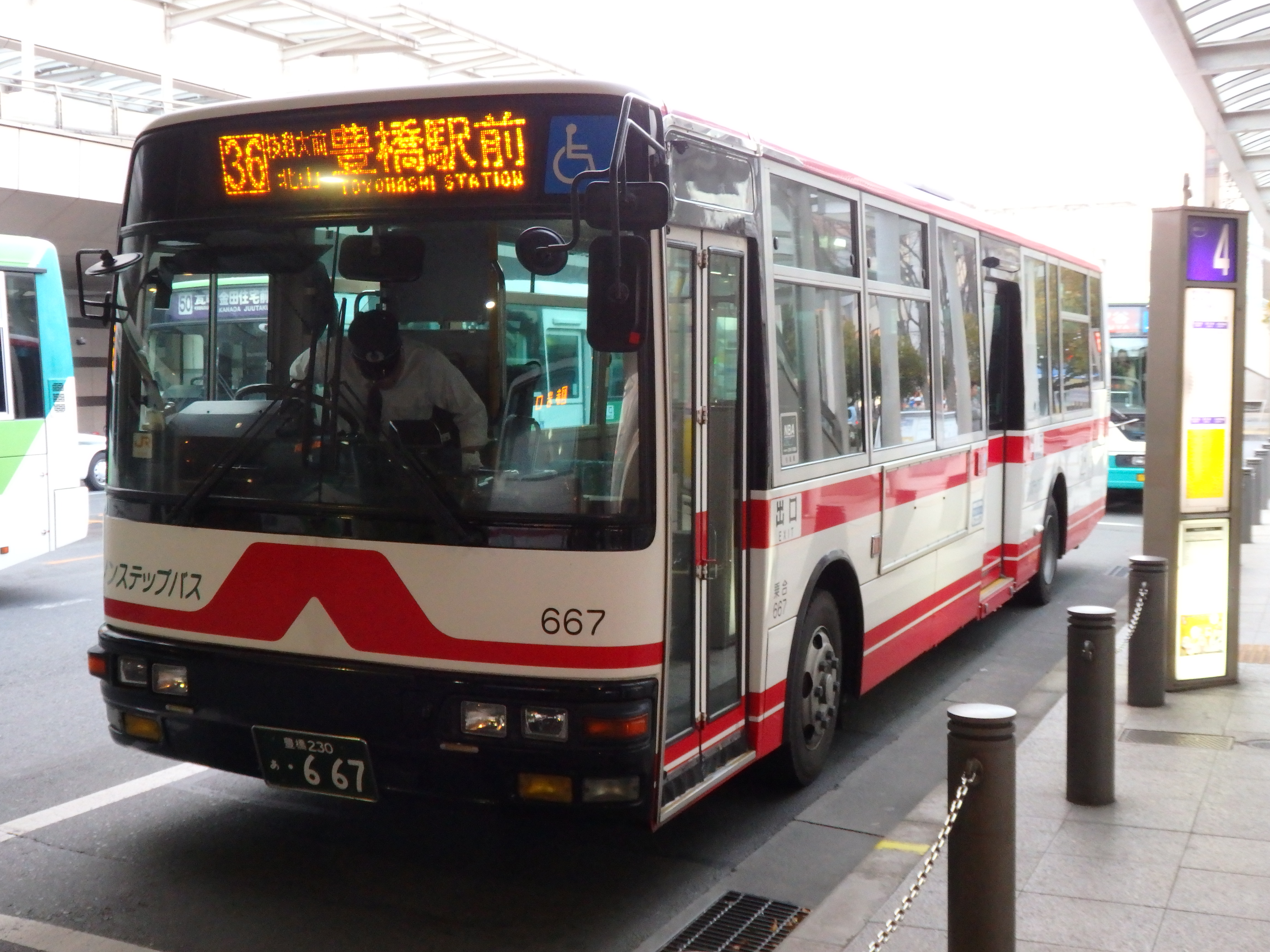
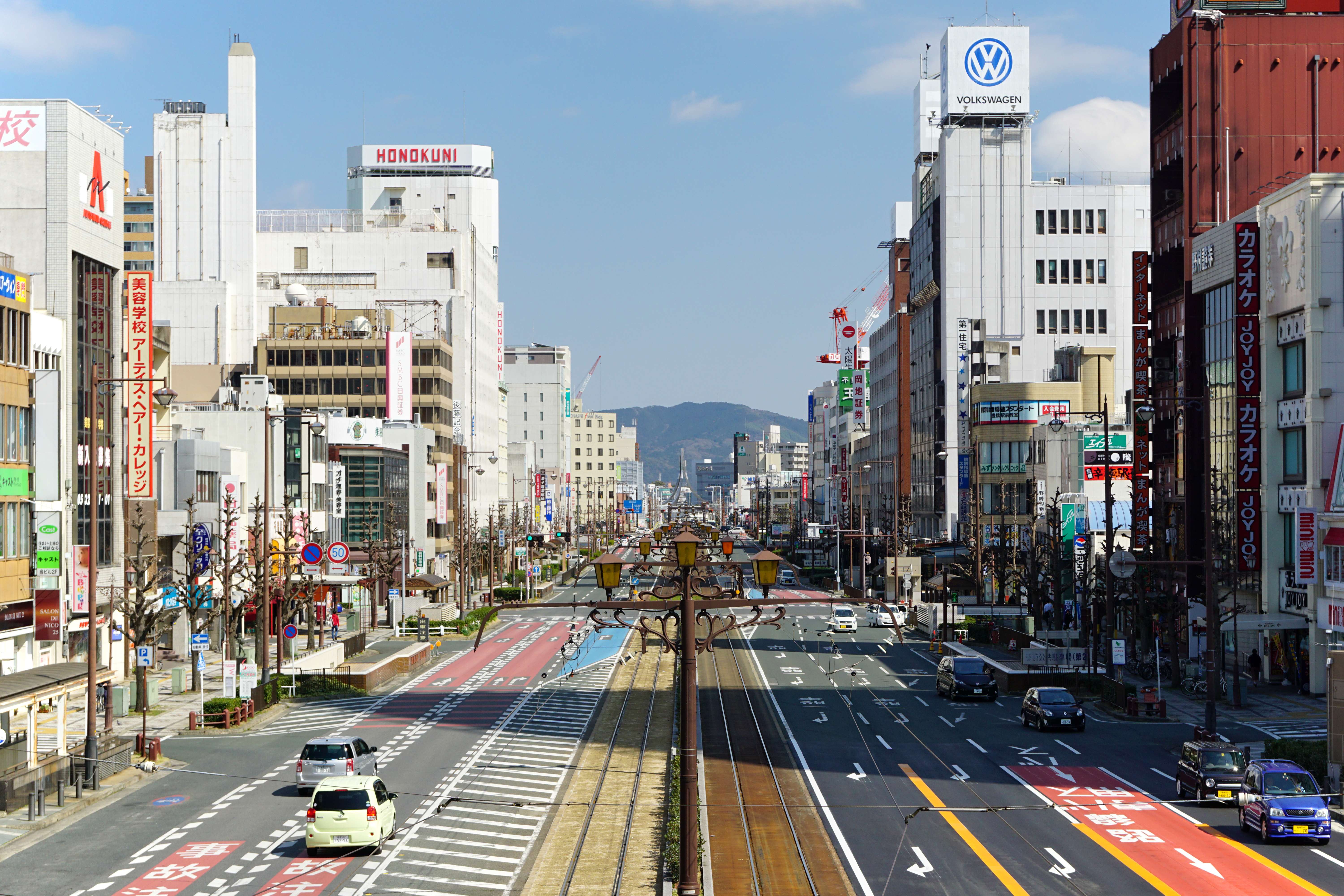
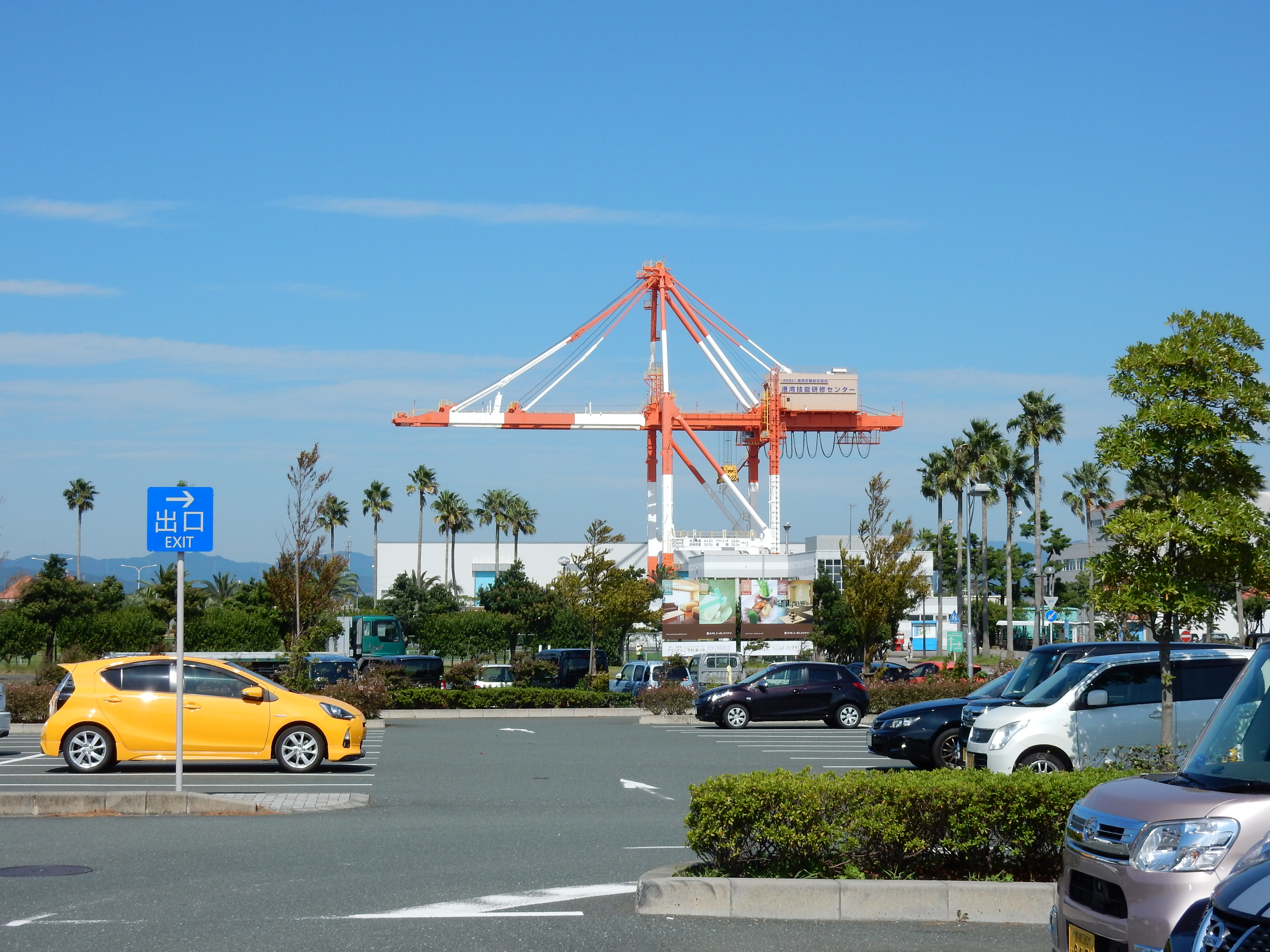
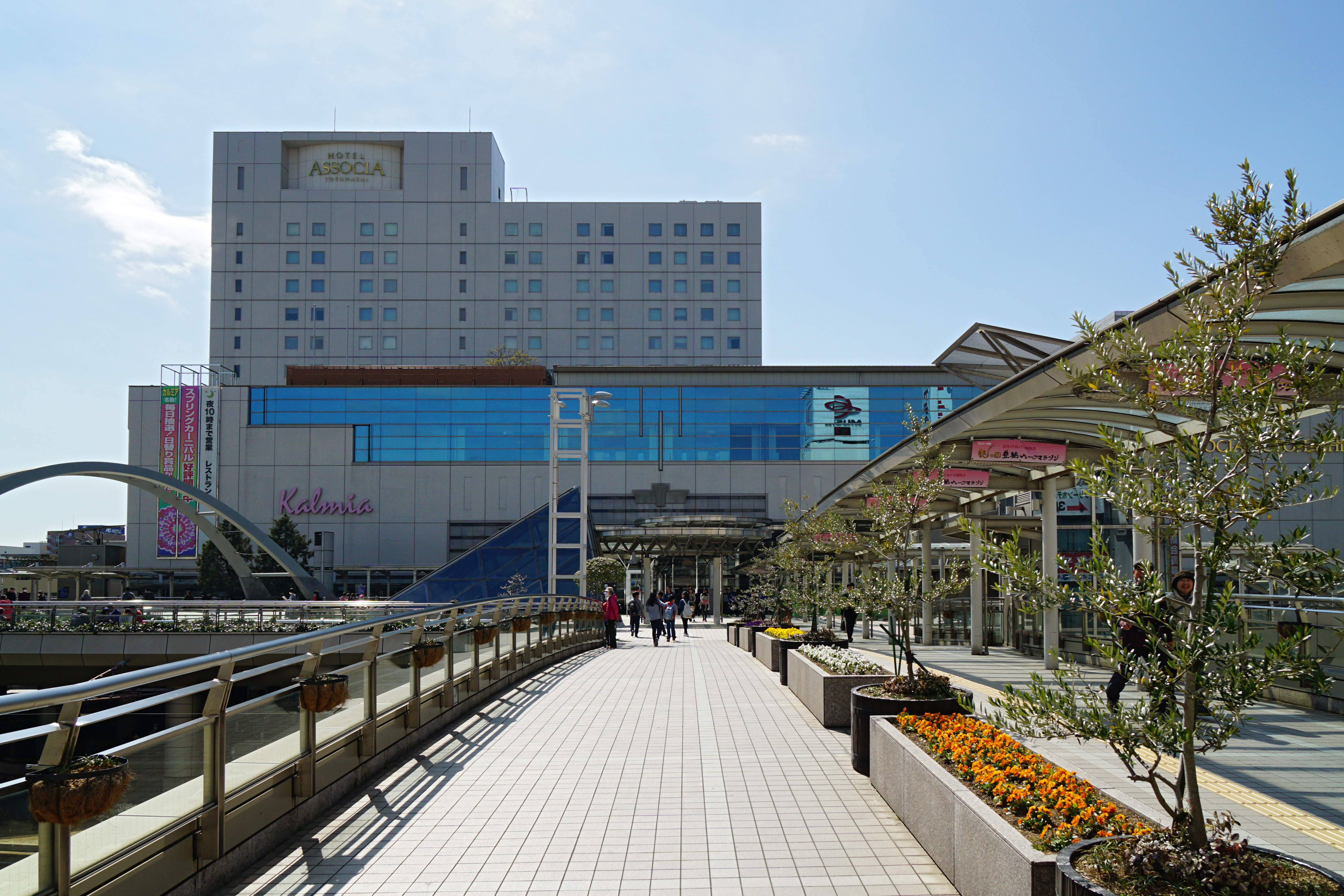

## أعلام
- دانييل
- هيدينوبو تاكاسو
- أيا كيتو
- ماساتوشي كوشيبا
- ميشيو تسوجيمورا
- كوغي ماتسوشيتا